# Werner Lichtner
Werner Lichtner (* 2. Oktober 1945 in Kratzau, Sudetenland; † 12. April 1989 in Hannover) war ein deutscher Kartograf und Hochschullehrer.

## Leben
Werner Lichtner studierte von 1965 bis 1970 Vermessungswesen an der damaligen Technischen Universität Hannover, heute Leibniz Universität Hannover. Er legte 1972 nach der Referendarzeit die Große Staatsprüfung ab und war anschließend als Vermessungsbeamter bei der Landesvermessung, dann als wissenschaftlicher Assistent am damaligen Lehrstuhl für Topografie und Kartographie tätig. Im Jahr 1976 wurde er mit einer Arbeit aus der Computer-Kartografie zum Thema Ein Ansatz zur Durchführung der Verdrängung bei der EDV-unterstützten Generalisierung in topographischen Karten promoviert. Er kehrte als stellvertretender Leiter der Photogrammetrie an die Landesvermessung in Niedersachsen zurück und war gleichzeitig auch Berater der Kartografie in Fragen der Rechnergestützten Kartografie. 1981 habilitierte er sich mit dem Thema Anwendungsmöglichkeiten der Rasterdatenverarbeitung in der Kartographie. Im selben Jahr erhielt er Rufe an die Universität Bayreuth und die TU Darmstadt – er nahm letzteren an. 1984 wurde er an die Universität Hannover berufen.
Lichtner war Mitglied der Deutschen Geodätischen Kommission  (DGK) und Vizepräsident der Internationalen Kartographischen Vereinigung  International Cartographic Association (ICA).

## Wirken
Werner Lichtner hat viele Impulse zur Neuorientierung der Kartografie in Richtung der konsequenten Nutzung digitaler Techniken gegeben. Er forschte im Bereich der automatischen Digitalisierung auf Basis von Verfahren der Mustererkennung. Hier fand er vielerlei fachliche Verbindungen von der Informatik bis zur Photogrammetrie. Schon früh begründete er eine Zusammenarbeit zwischen Automobilbranche und Vermessungsverwaltung bei den Kfz-Navigationssystemen auf Basis digitaler kartographischer Daten. Hier kooperierte er mit der Firma Bosch Blaupunkt in Hildesheim.

## Schriften
- Ein Ansatz zur Durchführung der Verdrängung bei der EDV-unterstützen Generalisierung in topographischen Karten, Dissertation, Schriftenreihe der Fachrichtung Vermessungswesen an der Universität Hannover, Nr. 66, 1976.

- Anwendungsmöglichkeiten der Rasterdatenverarbeitung in der Kartographie, Habilitationsschrift, Schriftenreihe der Fachrichtung Vermessungswesen an der Universität Hannover, Nr. 105, 1981.

- Kraftfahrzeug-Navigation und digitale Kartenabbildungen, Internationales Jahrbuch der Kartographie, 1986.

## Auszeichnungen und Ehrungen
- 1999: Nach Werner Lichtner ist der Lichtner Seamount, ein unterseeischer Berg, benannt.

## Verweise
- Webseite des Instituts für Kartographie und Geoinformatik (Prof. Lichtner)

- Nachruf auf Prof. Lichtner durch Günter Hake: Kartographische Nachrichten KN 4/89, S. 152–153.

- Sonderheft zum Gedenken an Werner Lichtner: Kartographische Nachrichten KN 3/90, S. 85–112.

| Personendaten    | Personendaten                            |
| ---------------- | ---------------------------------------- |
| NAME             | Lichtner, Werner                         |
| KURZBESCHREIBUNG | deutscher Kartograph und Hochschullehrer |
| GEBURTSDATUM     | 2. Oktober 1945                          |
| GEBURTSORT       | Kratzau, Sudetenland                     |
| STERBEDATUM      | 12. April 1989                           |
| STERBEORT        | Hannover                                 |